# Torre Ánimas

## El edificio
Edificio construido durante 1992 y 1993, inaugurada el 13 de abril de 1993. Está hecho con concreto y glas, sus cuatro fachadas son de vidrio color azul fuerte, tiene un diseño cóncavo para que los vientos del norte que azotan la ciudad no causen problemas en su estructura interna. Cuenta con cuatro amortiguadores sísmicos en cada esquina del edificio para evitar daños en su estructura al momento de un sismo. Posee en la parte superior un helipuerto. Tiene 3 elevadores normales de alta velocidad y uno panorámico. El arquitecto que diseñó este magnífico edificio fue Guillermo Rivadeneira Falcon y el grupo que realizó este proyecto fue Empresario Licenciado Manuel Fernández Ávila director general de Grupo Fernández – Xalapa. 
Durante más de 20 años fue el edificio más alto de la ciudad de Xalapa, actualmente superado por su vecina la Torre Centro Mayor
- Datos: Q20024689